# Hairatan

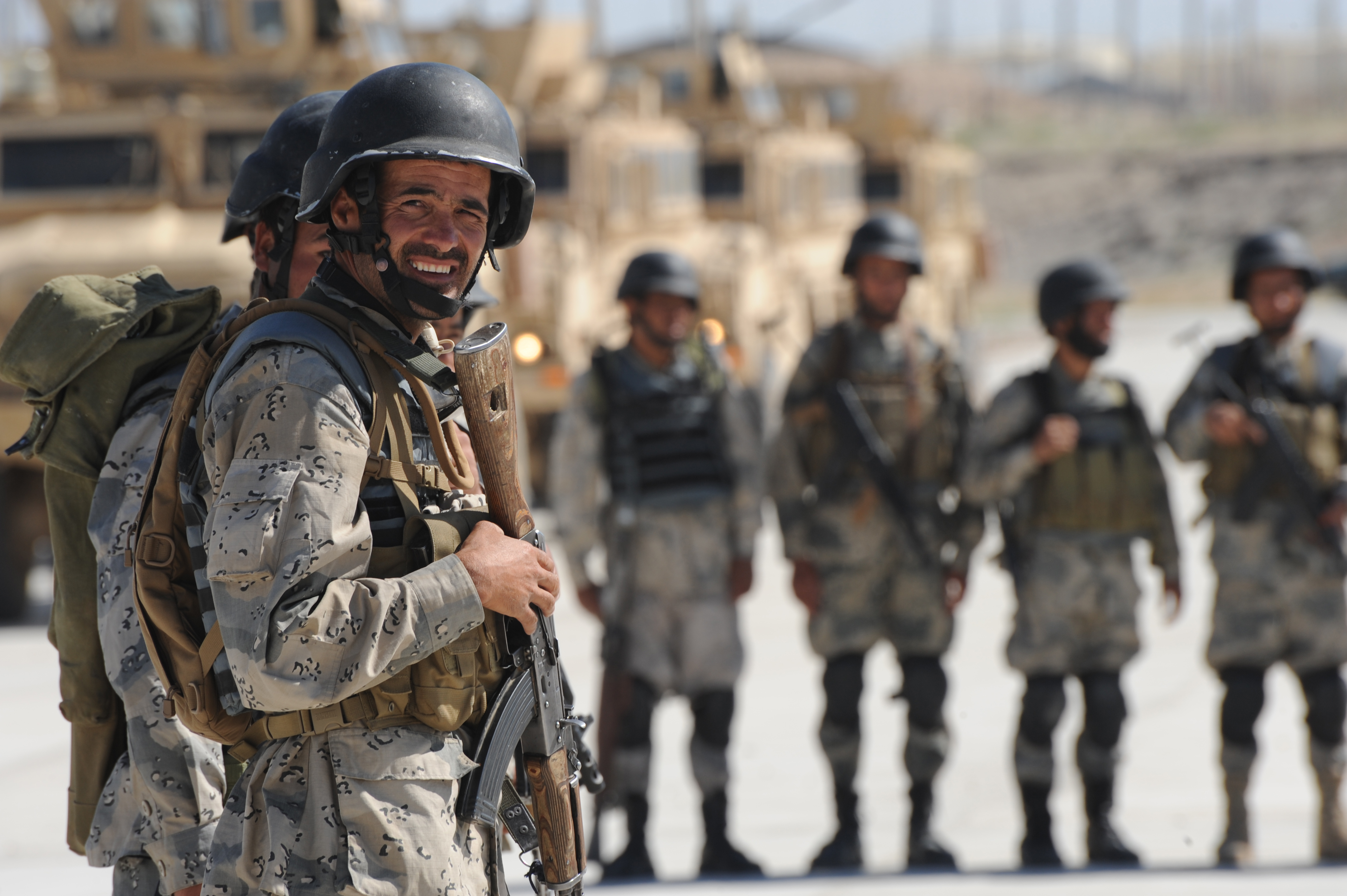
Polizia di frontiera afgana, (ABP)

Hairatan è una città di confine nel nord della provincia di Balkh, Afghanistan, sul fiume Amu Darya.
Il fiume segna il confine con l'Uzbekistan, e le due nazioni sono collegate dall'"Afghanistan-Uzbekistan Friendship Bridge" (Ponte dell'amicizia afghano-uzbeka). 
Nei pressi di Hairatan si trova la città uzbeka di Termez.
L'altitudine di Hairatan è di 300m.

## Storia
Nei primi anni 1990, Hairatan era la posizione della Divisione 70 del generale Abdul Momen, che era più o meno in linea con Abdul Rashid Dostum del Movimento Nazionale Islamico dell'Afghanistan. Dopo la morte di Momen da parte di un attacco missilistico RPG del 5 gennaio 1994, la divisione Divisione 70 fu posta sotto il comando del colonnello Helaluddin, alleato di Dostum.

## Infrastrutture e trasporti

### Ferrovie
Il terminale merci di Hairatan è il capolinea di una delle due linee ferroviarie in Afghanistan - con un collegamento di 10 km fino a Termez
Il 22 gen 2010 fu iniziata la costruzione di un collegamento ferroviario di 75 km da Hairatan ad un terminale di Gur-e Mar vicino alla città di Mazar-i Sharif, secondo centro commerciale più grande dell'Afghanistan. Il progetto è parte integrante della strategia di trasporto e piano d'azione del Programma Regionale di Cooperazione Economica dell Asia Centrale (Central Asia Regional Economic Cooperation Program), ne è prevista contrattualmente la realizzazione entro giugno 2011.
Il 25 maggio 2010, il Ministro afghano delle Finanze, il Ministro delle Miniere, il Ministro dei Trasporti e dell'Aviazione Civile, il Presidente della Banca Asiatica di Sviluppo (ADB), accompagnati da ambasciatori di Usa Karl Eikenberry, del Giappone, Finlandia e Uzbekistan hanno partecipato al taglio del nastro della inaugurazione della linea ferroviaria di Hairatan, sono in completamento le opere accessorie.
Gli Stati Uniti ed il Giappone sono i due principali azionisti di ADB. La concessione di ADB copre il 97% del costo totale del progetto di 170 milioni di $, il governo afghano contribuisce con 5 milioni di $. 
Questo collegamento ferroviario è la prima fase di una rete ferroviaria più ampia prevista per il paese, compresi i collegamenti ulteriori a Herat a ovest e di Shir Khan Bandar nel nord-est. 
A Herat la linea si connetterebbe all'Iran ed, a Bandar Shirkhan con il Tagikistan. Queste future linee creeranno un corridoio ferroviario da nord, attraverso l'Afghanistan, e consentiranno alle merci provenienti dal Tagikistan ed Uzbekistan di raggiungere il Golfo Persico portate su rotaia, evitando la necessità di passare attraverso il Turkmenistan.